# Campeonato Mundial Feminino de Xadrez de 1937 (Menchik - Graf)

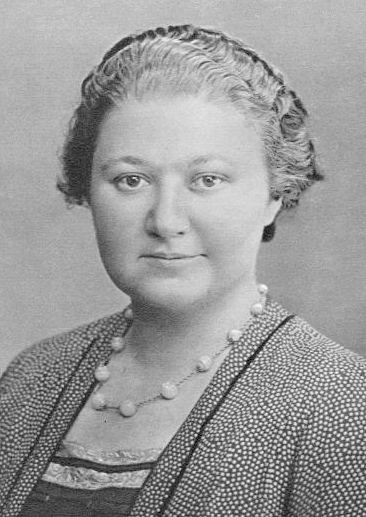
Vera Menchik em 1933

O Campeonato Mundial Feminino de Xadrez de 1937 foi o segundo match  pelo título mundial feminino. A então campeã Vera Menchik novamente aceitou o desafio de Sonja Graf, assim como no primeiro match do Campeonato Mundial de Xadrez de 1934. O campeonato foi realizado em Semmering e consistiu de 16 jogos no qual Vera manteve o título ao vencer por nove vitórias, cinco empates e duas derrotas (11½–4½). Assim como em 1934, o jogo foi organizado pelas jogadoras (muito parecido com o de abrir título na época), mas aprovado e reconhecido pela FIDE.